# Югославия на зимних Олимпийских играх 1976
Югославия на Зимних Олимпийских играх 1976 года была представлена 28-ю спортсменами (27 мужчин и одна женщина), которые соревновались в четырёх видах спорта. Это было десятое участие югославских спортсменов на зимних Олимпийских играх.
Лучшего результата на соревнованиях добился Боян Крижай, занявший 18-е место в гигантском слаломе.

## Результаты соревнований

### Прыжки на лыжах с трамплина

#### Обычный (70-метровый) трамплин
7 февраля 1976. Лыжный курорт Зефельд-ин-Тироль
Участвовало 55 спортсменов из 15 стран
| Место | Спортсмены    | Длина (метры) | Очки  |
| ----- | ------------- | ------------- | ----- |
| 47    | Янез Демшар   | 72.5 / 74.5   | 199.8 |
| 38    | Богдан Норчич | 74.5 / 75.0   | 205.8 |
| 46    | Иво Зупан     | 75.0 / 72.0   | 202.3 |
| 42    | Бранко Долхар | 75.5 / 74.5   | 204.1 |

#### Большой (90-метровый) трамплин
15 февраля 1976. Лыжный трамплин Бергизель, Инсбрук
Участвовало 54 спортсмена из 15 стран.
| Место | Спортсмены    | Длина (метры) | Очки  |
| ----- | ------------- | ------------- | ----- |
| 54    | Иво Зупан     | 68.0 / 73.0   | 119.4 |
| 42    | Бранко Долхар | 83.0 / 77.5   | 160.2 |
| 43    | Янез Демшар   | 83.0 / 74.0   | 157.8 |
| 28    | Богдан Норчич | 85.0 / 82.5   | 178.0 |

### Горнолыжный спорт

#### Гигантский слалом
Соревнования по гигантскому слалому проходили 9 и 10 февраля на горнолыжном курорте Аксамер Лицум. Лишь 45 спортсменов из 97 завершили соревнование.
| Спортсмены      | 1-я попытка | 1-я попытка | 2-я попытка | 2-я попытка | Итоговое время | Место |
| Спортсмены      | Время       | Место       | Время       | Место       | Итоговое время | Место |
| --------------- | ----------- | ----------- | ----------- | ----------- | -------------- | ----- |
| Миран Гашпершич | DNF         | -           | -           | -           | DNF            | -     |
| Айдин Пашович   | 1:54,82     | 46          | DNF         | -           | DNF            | -     |
| Андрей Кожели   | 1:54,43     | 42          | 1:56,05     | 35          | 3:50,48        | 35    |
| Боян Крижай     | 1:49,08     | 25          | 1:46,82     | 16          | 3:35,90        | 18    |

#### Слалом
Соревнования проходили 14 февраля 1976 года на горнолыжном курорте Аксамер Лицум.
Лишь 38 спортсменов завершили соревнование.
| Спортсмены      | 1-я попытка | 1-я попытка | 2-я попытка | 2-я попытка | Итоговое время | Место |
| Спортсмены      | Время       | Место       | Время       | Место       | Итоговое время | Место |
| --------------- | ----------- | ----------- | ----------- | ----------- | -------------- | ----- |
| Андрей Кожели   | 1:09.50     | 37          | 1:14:16     | 32          | 2:23.66        | 31    |
| Миран Гашпершич | DNF         | -           | -           | -           | DNF            | -     |
| Айдин Пашович   | DNF         | -           | -           | -           | DNF            | -     |
| Боян Крижай     | DNF         | -           | -           | -           | DNF            | -     |

#### Скоростной спуск (мужчины)
Соревнования состоялись 5 февраля 1976 года и начались в 12:30 по местному времени на склоне горы Пачеркофель.
66 из 74 спортсменов закончили соревнование. Югославию представляли два горнолыжника Айдин Пашович и Андрей Кожели.
| Спортсмены    | Время   | Место |
| ------------- | ------- | ----- |
| Андрей Кожели | 1:52.75 | 37    |
| Айдин Пашович | 1:54.57 | 46    |

### Лыжные гонки
Соревнования прошли с 5 по 14 февраля в 17-ти километрах от Инсбрука в местечке Зефельд. Старт и финиш гонок происходил на стадионе «Ланлауфцентрум», который был построен к зимним Олимпийским играм 1964 года.

#### Мужчины

##### 15 километров
| Спортсмены         | Время    | Место |
| ------------------ | -------- | ----- |
| Максимилиан Йеленц | 49:35,35 | 57    |

##### 30 километров
| Спортсмены         | Время      | Место |
| ------------------ | ---------- | ----- |
| Максимилиан Йеленц | 1’44:20,25 | 60    |

##### 50 километров
| Спортсмены         | Время      | Место |
| ------------------ | ---------- | ----- |
| Максимилиан Йеленц | 3’05:05,94 | 44    |

#### Женщины

##### 5 километров
| Спортсмены    | Время    | Место |
| ------------- | -------- | ----- |
| Милена Кордеж | 18:36,23 | 37    |

##### 10 километров
| Спортсмены    | Время    | Место |
| ------------- | -------- | ----- |
| Милена Кордеж | 35:15,54 | 39    |